# Magnolia gustavii
Magnolia gustavii este o specie de plante din genul Magnolia, familia Magnoliaceae, descrisă de George King. A fost clasificată de IUCN ca specie vulnerabilă. Conform Catalogue of Life specia Magnolia gustavii nu are subspecii cunoscute.